# 1290 Альбертіна
1290 Альбертіна (1933 QL1, 1935 CZ, 1944 SD, 1953 CN, 1953 EX, 1290 Albertine) — астероїд головного поясу, відкритий 21 серпня 1933 року.
Тіссеранів параметр щодо Юпітера — 3,525.